# Шерстоплодник
Шерстопло́дник (лат. Lachnoloma) — монотипный род цветковых растений из семейства Капустные (Brassicaceae), включающий вид Шерстоплодник Ле́манна (лат. Lachnoloma lehmannii), однолетнее травянистое растение.
Научное название рода происходит от греч. лахно́с — шерсть и ло́ма — членик, стручочек и указывает на густое опушение плодов.

## Распространение и экология
Ареал вида охватывает пустынные районы Средней Азии. Эндемик. Описан из Кызыл-Кума.
Произрастает в каменистых и каменисто-песчаных (реже песчаные) пустынях, по берегам рек и на старых руслах.

## Ботаническое описание
Стебель простой или ветвистый, высотой 15—20 (до 30) см, серовато-зелёный, опушённый густыми ветвистыми волосками.
Листья очерёдные, ланцетные или продолговатые, к основанию суженные в узко-крылатый, довольно длинный черешок, на верхушке острые, по краю редко и крупно выемчато-зубчатые до перисто-лопастно-зубчатых и перисто-раздельных, иногда листья, чаще лишь верхние, цельные и цельнокрайные.
Соцветие — 12—15-цветковая кисть. Чашелистики продолговато-овальные, мохнатые, длиной 6—7 мм, фиолетовые. Лепестки длиной до 10 мм, беловато-розовые, линейные, на верхушке округло расширенные. Тычиночные нити свободные, без зубцов. Завязь сидячая.
Стручочек яйцевидный, сжато-четырёхгранный, густо бело-шелковистый, двугнездный, двусемянной, в зрелом состоянии сходен по виду с семенем хлопчатника, длиной около 5 мм. Семена висячие, обратно-овальные. Зародыш спинкокорешковый

## Таксономия
Вид Шерстоплодник Леманна входит в род Шерстоплодник (Lachnoloma) семейства Капустные (Brassicaceae) порядка Капустоцветные (Brassicales).
|  |                                      |  |                                                             |                                                             |                     |  | ещё 14 семейств (согласно Системе APG II) |                     |                     |                           |
|  |                                      |  |                                                             |                                                             |                     |  |                                           |                     |                     | вид Шерстоплодник Леманна |
|  |                                      |  |                                                             | порядок Капустоцветные                                      |                     |  |                                           |                     | род Шерстоплодник   |                           |
|  |                                      |  |                                                             | порядок Капустоцветные                                      |                     |  |                                           |                     | род Шерстоплодник   |                           |
|  | отдел Цветковые, или Покрытосеменные |  |                                                             |                                                             | семейство Капустные |  |                                           |                     |                     |                           |
|  | отдел Цветковые, или Покрытосеменные |  |                                                             |                                                             |                     |  |                                           |                     |                     |                           |
|  |                                      |  | ещё 44 порядка цветковых растений (согласно Системе APG II) | ещё 44 порядка цветковых растений (согласно Системе APG II) |                     |  |                                           | ещё более 400 родов | ещё более 400 родов |                           |
|  |                                      |  |                                                             | ещё 44 порядка цветковых растений (согласно Системе APG II) |                     |  |                                           |                     | ещё более 400 родов |                           |